# Peter Lüscher
Peter Lüscher (* 14. Oktober 1956 in Romanshorn) ist ein ehemaliger Schweizer Skirennfahrer.

## Biografie
Lüscher gewann in seiner Karriere sechs Weltcuprennen und 1978/79 den Gesamtweltcup. Ausserdem gewann er 1982 bei den Weltmeisterschaften in Schladming Silber in der Kombination. Er ist mit der ehemaligen französischen Skirennfahrerin Fabienne Serrat verheiratet. Sie haben zwei gemeinsame Kinder.
Vor seiner Karriere als Alpinskiläufer war er Junioren-Europameister im Wasserski gewesen.

## Erfolge

### Olympische Spiele
(zählten zugleich als Weltmeisterschaften)
- Innsbruck 1976: 8. Slalom

### Weltmeisterschaften
- Garmisch-Partenkirchen 1978: 7. Riesenslalom
- Schladming 1982: 2. Kombination

### Weltcupwertungen
Peter Lüscher gewann in der Saison 1978/79 den Gesamtweltcup.
| Saison  | Gesamt | Gesamt | Abfahrt | Abfahrt | Riesenslalom | Riesenslalom | Slalom | Slalom | Kombination | Kombination |
| Saison  | Platz  | Punkte | Platz   | Punkte  | Platz        | Punkte       | Platz  | Punkte | Platz       | Punkte      |
| ------- | ------ | ------ | ------- | ------- | ------------ | ------------ | ------ | ------ | ----------- | ----------- |
| 1974/75 | 52.    | 4      | –       | –       | –            | –            | –      | –      | –           | –           |
| 1975/76 | 25.    | 31     | 17.     | 11      | 14.          | 6            | 19.    | 3      | 8.          | 11          |
| 1976/77 | 36.    | 24     | 25.     | 1       | 24.          | 2            | 24.    | 1      | –           | –           |
| 1977/78 | 16.    | 40     | –       | –       | 6.           | 30           | 13.    | 15     | –           | –           |
| 1978/79 | 1.     | 186    | –       | –       | 2.           | 104          | 6.     | 72     | –           | –           |
| 1979/80 | 9.     | 87     | –       | –       | 11.          | 39           | 26.    | 11     | 4.          | 37          |
| 1980/81 | 58.    | 17     | 34.     | 7       | –            | –            | –      | –      | 20.         | 10          |
| 1981/82 | 28.    | 46     | 28.     | 8       | 27.          | 11           | 34.    | 3      | 9.          | 24          |
| 1982/83 | 5.     | 164    | 5.      | 72      | 7.           | 51           | –      | –      | 2.          | 52          |
| 1983/84 | 55.    | 23     | 27.     | 8       | –            | –            | –      | –      | 11.         | 15          |
| 1984/85 | 16.    | 92     | 14.     | 41      | 31.          | 12           | –      | –      | 4.          | 39          |

### Weltcupsiege
| Datum             | Ort                    | Land        | Disziplin   |
| ----------------- | ---------------------- | ----------- | ----------- |
| 10. Dezember 1978 | Schladming             | Österreich  | Kombination |
| 28. Januar 1979   | Garmisch-Partenkirchen | Deutschland | Slalom      |
| 28. Januar 1979   | Garmisch-Partenkirchen | Deutschland | Kombination |
| 16. Dezember 1979 | Madonna di Campiglio   | Italien     | Kombination |
| 5. Februar 1983   | St. Anton am Arlberg   | Österreich  | Abfahrt     |
| 9. Februar 1983   | Garmisch-Partenkirchen | Deutschland | Super-G     |